# 安德烈亞扎部長鎮
11°11′49″S 61°31′01″W / 11.19694°S 61.51694°W
安德烈亞扎部長鎮（葡萄牙語：Ministro Andreazza），是巴西的城鎮，位於該國西北部，由朗多尼亞州負責管轄，始建於1992年2月13日，面積798平方公里，2010年人口10,354，人口密度每平方公里12.97人。